# موتور غلامحسین نارویی
موتور غلامحسین نارویی یک منطقهٔ مسکونی در ایران است که در دهستان جلگه چاه هاشم واقع شده‌است. موتور غلامحسین نارویی ۲۱ نفر جمعیت دارد.